# Papa Climent III
|  | Aquest article tracta sobre el papa canònic. Si cerqueu el papa del partit imperial, vegeu «Climent III». |

El papa Climent III (llatí: Clemens III; 1130 - 20 de març de 1191), va ser el 174è papa, cap de l'Església Catòlica i governant dels Estats Pontificis des del 19 de desembre de 1187 fins a la seva mort el 1191. Va posar fi al conflicte entre el Papat i la ciutat de Roma, en permetre l'elecció de magistrats, que va reinstal·lar el Papat a la ciutat després d'un exili de sis anys. Climent, davant d'un col·legi de cardenals esgotat, va crear trenta-un cardenals en tres anys, el nombre més gran des d'Adrià IV. Va morir el 20 de març de 1191 i va ser ràpidament substituït per Celestí III.

Les profecies de Sant Malaquies es refereixen a aquest papa com De schola exiet (sortit de l'escola), que fa referència al seu cognom, Scolari (= de l'escola).

## Biografia
Paolo Scolari va néixer el 1130, al barri de Pigna a l'influent casa de Contes di Segni, que va créixer en importància a Roma durant el segle xii.
Encara nen va ser educat pels canonges de Santa Maria la Major, d'on va esdevenir clergue i, posteriorment, canonge. No se'n sap res sobre els seus eventuals estudis universitaris. La primera notícia sobre la seva vida apareix a un document del 3 de març de 1176, on és citat com a sotsdiaca de l'església romana i arxiprest de la basílica patriarcal Liberiana.
Al consistori de març de 1179, el papa Alexandre III el nomenà cardenal diaca, atorgant-li la diaconia de Santi Sergio e Bacco, però poc després optà pel títol de cardenal prevere de Santa Pudenziana.
El desembre de 1180 esdevingué cardenal bisbe de Palestrina.

### Conclaves
Durant el seu període de cardinalat, Paolo Scolari participà als següents conclaves:
- cónclave de 1181, que elegí al papa Luci III
- cónclave de 1185, que elegí al papa Urbà III
- cónclave d'octubre de 1187, que elegí al papa Gregori VIII
- cónclave de desembre de 1187, que, després de la renúncia del cardenal Teodobald de Vermandois, l'elegí papa.

### Elecció
El 18 de desembre de 1887 participà al conclave convocat a Pisa. Al primer escrutini els cardenals electors escolliren per al Soli Pontifici el benedictí Teodobald de Vermandois, cardenal bisbe d'Òstia i Velletri, però va rebutjar el tron papal.
Paolo va ser elegit nou Papa el 19 de desembre de 1187, dos dies després de la mort de Gregori VIII, , assumint el nom pontifici de Climent III. Va ser el segon papa romà des d'Innocenci II.
Dos mesos abans de ser elegit papa, Paolo Scolari havia estat rebutjat com a candidat papal pels cardenals a causa de la seva mala salut. Fins i tot durant el seu càrrec com a papa, la seva salut era motiu de preocupació. Un exemple de la seva mala salut va ser sis mesos després de ser elegit el juny de 1188, els cardenals pensaven que Climent anava a morir i tenien a la seva disposició el cardenal electe papa Teobald d'Ostia per a la mort de Climent. Encara que Climent era vell i malalt, encara va ser elegit papa i podria tenir alguna cosa a veure amb el petit nombre de cardenals, només vuit cardenals i tres d'ells eren coneguts com a romans, a l'elecció de Climent. Els electors de Climent poden haver estat apuntant a la possibilitat de retornar la cúria a Roma, cosa que de fet passaria durant la seva època com a papa.

### Papat
Poc després de la seva adhesió a la conclusió de les eleccions papals de desembre de 1187, Climent va aconseguir apaivagar el conflicte que havia existit durant mig segle entre els papes i els ciutadans de Roma, després que els papes s'exiliessin en 1153 en constituir-se Roma en municipi lliure sota el mandat d'Arnaldo de Brescia, amb un acord pel qual els ciutadans podien escollir els seus magistrats, mentre que el nomenament del governador de la ciutat restava en mans del papa. El març de 1188 Climent III havia acordat que l'Església romana reemborsaria nombrosos ciutadans romans que no havien rebut cap benefici des del papa Luci III, una probable causa del conflicte entre el papa i els romans. El 31 de maig de 1188 va concloure un tractat amb els romans que va eliminar les dificultats de llarga data, retornant així el papat a Roma. Climent va escriure una carta a l'arquebisbe de Toledo, Gonzalo Pérez, on lamentava els conflictes de poder i la divisió política entre la població cristiana d'Espanya. El papa subratllava en aquesta carta que la guerra cristiana a Espanya, la Reconquesta, contra els musulmans era comparable a les croades a Terra Santa i demanava una unitat efectiva i la formació d'un exèrcit poderós per combatre'ls.
Després d'aquest èxit, Climent III dirigí la seva atenció a la reconquesta de Jerusalem mitjançant l'organització de la Tercera Croada. Per a això es va reconciliar amb l'emperador Frederic I aconseguint que es posés al capdavant d'un poderós exèrcit,  i va enviar l'arquebisbe de Tir, Josies, per persuadir el rei Enric II d'Anglaterra i el rei Felip II de França per a que també hi participessin.
Tanmateix el conflicte amb l'emperador germànic no tardarà a revifar-se quan, a la mort en 1189 del vassall del papa Guillem II de Sicília; Enric VI que havia succeït al seu pare Frederic I, mort a Terra Santa, reclama el regne sicilià fent valer els drets de la seva esposa Constança. Malgrat acceptar coronar Enric VI com a emperador del Sacre Imperi Romanogermànic, Climent III el va indignar suport a l'elecció com a rei Sicília a Tancred de Lecce, fill de Roger III, duc d'Apulia. La crisi va ser aguda quan l'emperador germànic entrà a Itàlia al capdavant d'un gran exèrcit per forçar una entrevista amb el Papa i aconseguir el reconeixement de seus dret, el qual no va aconseguir a causa de la mort de Climent III el 27 de març de 1191.
Climent també va heretar un Col·legi de Cardenals esgotat , format per no més de vint cardenals. Va orquestrar tres sèries de promocions (març de 1188, maig de 1189 i octubre de 1190) que van donar lloc a trenta-un cardenals. Aquest nombre de cardenals no s'havia vist des de 1159, sota Adrià IV. Durant el papat de Climent, la majoria dels cardenals eren romans, possiblement perquè Climent III també era romà i volia omplir l'Església de romans.
La relació dels romans i Sicília havia estat convulsa i els romans s'estaven tornant cada cop més bojos amb el papa abans de 1188, fet que havia portat a dues faccions rivals al col·legi de cardenals, amb una facció cada cop més a prop de formar una aliança amb el rei de Sicília, i l'altra banda desitjant la reconciliació amb l'emperador.
Climent, després que Alexandre III prohibís subministrar informació i material militar als musulmans, va fer que una sèrie de decrets augmentin els articles prohibits que es permetria comercialitzar a la gent i va demanar un embargament amb el món islàmic.
Climent va resoldre una controvèrsia amb el rei Guillem I d'Escòcia sobre l'elecció de l'arquebisbe de Sant Andreu, i el 13 de març de 1188 va treure l'església escocesa de la jurisdicció legata de l'arquebisbe de York, fent-la així independent de tots excepte Roma.

### Mort
Climent va morir el 10 d'abril de 1191. Celestí III, que tenia 85 anys, va ser elegit el dia de la mort de Climent per unanimitat. Celestí no estava involucrat amb cap dels bàndols o faccions que eren els "imperialistes" ni els "sicilians".

## Desambiguació
Climent III ja havia estat el nom d'un antipapa de nom Guiberto, elegit el 1080 i mort el 1100. Els papes canònics contemporanis de Guibert van ser: Gregori VII (1073-1085), Víctor III (1086-1087), Urbà II (1087-1099) i Pasqual II (1099-1118).